# La Bruyère, Namur
La Bruyère là thuộc vùng tự trị Wallonie, Bỉ nằm ở tỉnh Namur. Nó bao gồm nhiều tỉnh tự trị thuở xưa là Emines, Rhisnes, Villers-lez-Heest, Warisoulx, Bovesse, Meux và Saint-Denis-Bovesse. Làng thuộc Rhisnes là trung tâm hành chính tự trị.

## Tham khảo

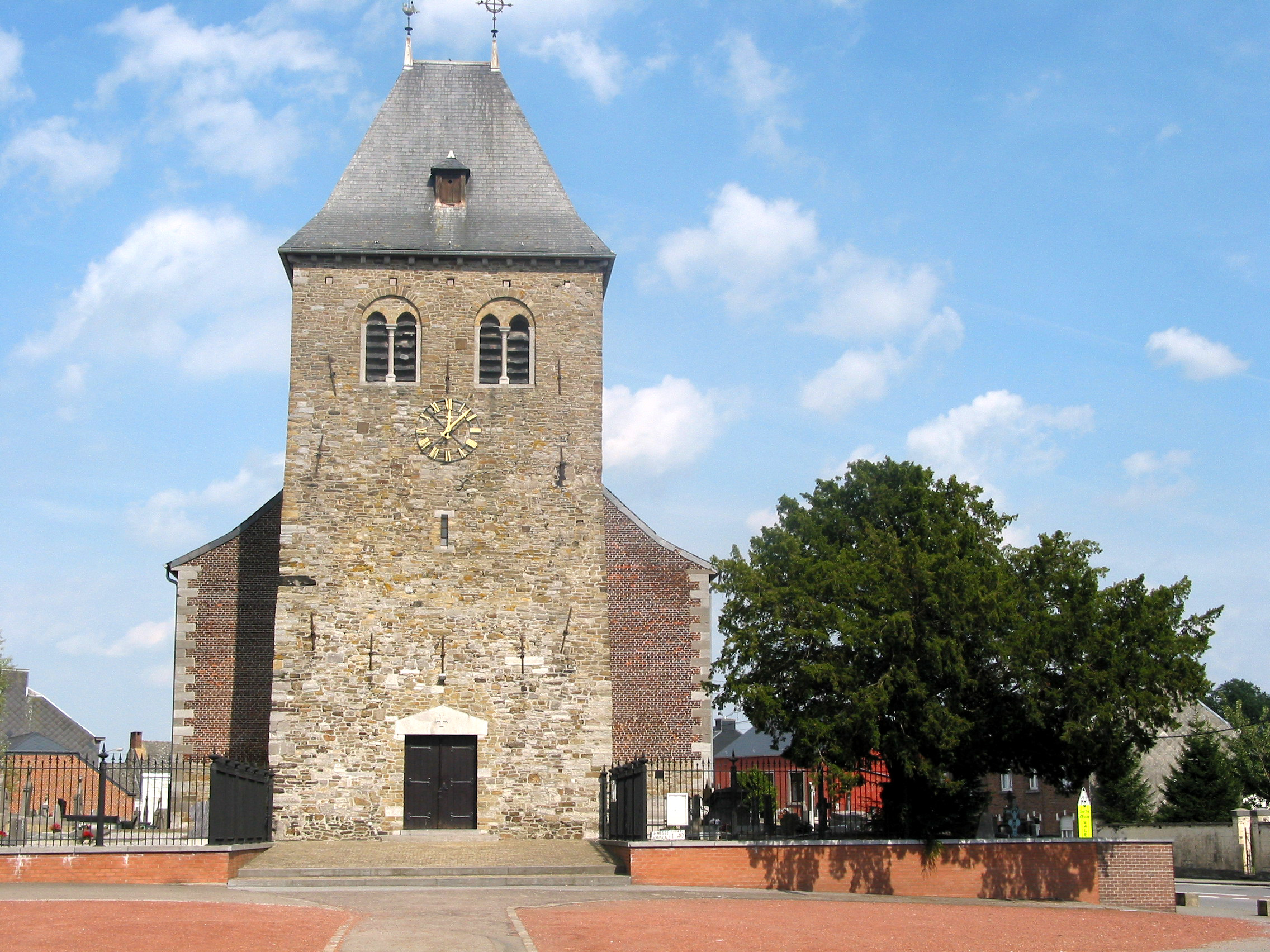
Nhà thờ Saint-Denis-Bovesse (La Bruyère).